# Le Lys des champs
Pour plus de détails, voir Fiche technique et Distribution.
Le Lys des champs (Lilies of the Field) est un film américain réalisé par Ralph Nelson, sorti en 1963.

## Synopsis
Homer Smith est un homme à tout faire itinérant. Un jour qu'il se promène dans le désert de l'Arizona, il tombe sur un groupe de nonnes allemandes qui lui demandent de bien vouloir réparer leur toit. Il accepte et s'exécute. Il demande alors à se faire payer, mais la mère supérieure se fait attendre. Elle lui propose alors de les aider à bâtir une chapelle. Au début, il refuse, puis finalement s'exécute et mène sa tâche à bien. Une fois le travail terminé, il s'en va sans demander son argent.

## Fiche technique
- Titre : Le Lys des champs
- Titre original : Lilies of the Field
- Réalisation : Ralph Nelson
- Scénario : James Poe d'après le livre de William E. Barrett
- Production : Ralph Nelson et J. Paul Popkin
- Musique : Jerry Goldsmith
- Photographie : Ernest Haller
- Montage : John W. McCafferty
- Pays d'origine :  États-Unis
- Format : noir et blanc - Mono
- Genre : comédie dramatique
- Durée : 94 minutes
- Date de sortie : 1963
- Affiche : Gilbert Allard (France)

## Distribution
- Sidney Poitier (VF : Bachir Touré) : Homer Smith
- Lilia Skala : Mère Maria
- Lisa Mann : sœur Gertrude
- Isa Crino : sœur Agnès
- Francesca Jarvis : sœur Albertine
- Pamela Branch : sœur Elizabeth
- Stanley Adams (VF : Fernand Rauzena) : Juan
- Ralph Nelson (VF : Claude Bertrand) : Mr Ashton
- Dan Frazer (VF : Jean Michaud) : Père Murphy

## Distinctions
- Oscar du meilleur acteur pour Sidney Poitier (qui devint le premier acteur noir à remporter ce prix).